# FC Slovan Liberec 2013/2014
Tento článek se podrobně zabývá soupiskou a statistikami týmu FC Slovan Liberec v sezoně 2013/2014. V této sezoně Slovan neobhajuje žádnou trofej, v minulé sezoně skončil na třetím místě Gambrinus ligy, což mu zaručilo start ve 2. předkole Evropské ligy. Do domácího poháru byl nasazen ve třetím kole.

## Průběh sezony

### Červenec

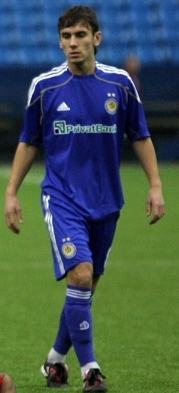
Rybalkovi bylo prodlouženo hostování ve Slovanu o půl roku.

Slovan začal hned na úvod sezony těžkým utkáním Evropské ligy proti lotyšskému celku Skonto Riga. První utkání se hrálo 18. července v Rize. První gól utkání vstřelil hned v 7. minutě Frýdek, Skonto ale dokázalo vývoj utkání otočit a zvítězit 1:2. Na úvodní zápas Gambrinus ligy tým odcestoval na Andrův stadion, odkud se mu díky gólům Rybalky a Rabušice podařilo dovézt všechny tři body. První utkání před domácím publikem odehrál Slovan 25. července v odvetném utkání Evropské ligy se Skontem Riga. Jediný gól zápasu vstřelil po nahrávce Rabušice hlavou Dzon Delarge, za stavu 1:0 dokázal Přemysl Kovář chytit přísně nařízený pokutový kop a také díky tomu se hráči mohli radovat z postupu do 3. předkola. V neděli 28. července se hráči na stadionu U Nisy představili ve 2. kole Gambrinus ligy. Slovan sice po prvním poločase prohrával po gólové trefě Kisela, ve druhé půli však vývoj utkání otočil dvěma góly Rabušic.

### Srpen

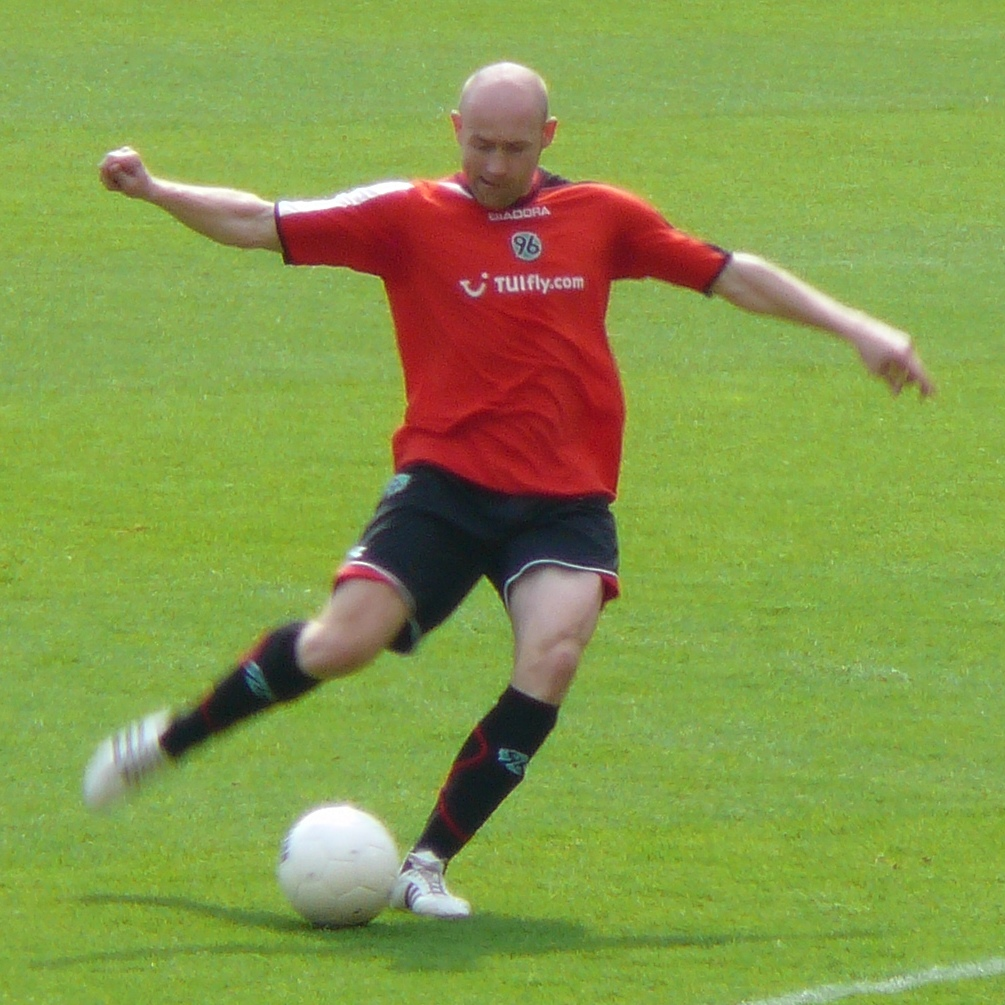
Jiří Štajner odešel ze Slovanu do Mladé Boleslavi.

1. srpna se hrál v Liberci třetí zápas v řadě, tentokrát první utkání 3. předkola Evropské ligy proti švýcarskému FC Zürich. Hned v páté minutě utkání fauloval ve vlastním pokutovém území Hušek a nařízenou penaltu proměnil Davide Chiumento. Hned v úvodu druhého poločasu nacentroval z pravé strany Kušnír a před Rabušicem si míč srazil do vlastní brány Nef. V 81. minutě vystřelil na bránu aktivní Rabušic a dokonal tak obrat, utkání nakonec skončilo výsledkem 2:1 pro Slovan. K třetímu ligovému kolu Slovan vyrazil do nedaleké Mladé Boleslavi, kam také po minulé sezoně zamířil právě ze Slovanu středopolař Jiří Štajner. Jaroslav Šilhavý nasadil do tohoto zápasu prozatím nesehranou a méně zkušenou sestavu. Gólový účet otevřel hned ve 4. minutě po chybě Huška Jan Chramosta. Ve 37. minutě vyrobil velkou minelu Přemysl Kovář a daroval tak Boleslavi další gól. Ve druhém poločase nedokázala obrana uhlídat po standardní situaci Štajnera, který hlavou přidal další branku. Debakl liberce dokonal v 82. minutě Kysela a Slovan tak jel domů s porážkou 4:0. Ve středu odletěl kádr Slovanu do Švýcarska, kde ve čtvrtek nastoupil k odvetnému utkání 3. předkola Evropské ligy proti tamnímu celku FC Zürich. Ze sestavy byl trenérem vyřazen v poslední době často chybující Hušek a nahradil ho mladý Sackey. Utkání nezačalo nejlépe a již v 17. minutě lovil po střele Chermitiho míč ze své sítě Kovář. Během prvního poločasu se Slovan nedokázal dostat do herní pohody a ohrozit soupeřovu branku, do kabin hráči odcházeli za nepříznivého stavu. V průběhu druhého poločasu byly gólové šance na obou stranách hřiště, avšak gól padl do brány Zürichu v 64. minutě, kdy střelou ze střední vzdálenosti vyrovnal Frýdek. Po vstřelené brance začal hrát Slovan aktivněji a vytvořil si další příležitosti, pět minut před koncem tu svou plně využil Rybalka. Domácí se již do konce zápasu na nic nezmohli a konečný výsledek tedy zněl 1:2, což společně s výsledkem prvního utkání posunulo Slovan celkovým díky celkovému poměru 4:2 do Play-off. V rámci 4. kola Gambrinus ligy dorazila na Stadion U Nisy jihlavská Vysočina. Trenér Šilhavý provedl několik změn v sestavě, nejvýraznější bylo nasazení Karišika do obranné čtyřky, či Sackeyho do středu zálohy. První poločas zápasu měl herně navrch liberecký Slovan, avšak gólový účet zůstal po celých 45 minut neotevřen. Do zápisu o utkání se tak dostaly pouze dvě žluté karty a v 41. minutě také červená karta pro jihlavského Milana Kopice. Od úvodu druhého dění měli domácí jasně navrch, což vyústilo v gólovou trefu Serhije Rybalky. Ta ale byla za celé utkání jediná, Liberec tedy Jihlavské porazil nejtěsněji 1:0. K dalšímu kolu domácí soutěže vyrazil Slovan na hřiště Zbrojovky Brno. Týmu k tomuto utkání chyběl zraněný Frýdek, kterého na hřišti nahradil Jiří Fleišman. Utkání začalo kartou, hned ve 3. minutě ji obdržel Kušnír, o deset minut později také Fleišman. V průběhu celého zápasu bylo mnoho šancí na obou stranách hřiště a výsledek mohl být velmi vysoký, vinou nepřesných zakončení, či výborných zákroků obou brankářů však padl pouze jediný gól. Ten vstřelil v 19. minutě Serhij Rybalka a zajistil tak Liberci cennou venkovní výhru 0:1. Ve čtvrtek však Slovan čekal velmi náročný duel play-off Evropské ligy proti italskému Udinese a utkání pro něj nezačalo nejlépe. Od úvodního hvizdu začal italský celek velmi ofenzivně a měl několik nebezpečných šancí. Z první ojedinělé šance šel však do vedení Liberec, když se střela Rybalky otřela o břevno a skončila v síti. To přimělo tým z Itálie k ještě většímu tlaku, po kterém skóre srovnal Gabriel Silva. V úvodu druhé půle se hosté snažili strhnout vedení zpět na svou stranu, což se podařilo zásluhou Delarge. Udinese na to znovu reagovalo zvýšenou aktivitou a po dvojitém střídání mělo další nebezpečné situace a v utkání také několikrát nastřelili brankovou konstrukci. Avšak výsledek na konečných 1:3 pro Slovan upravil krásnou střelou levou nohou obránce Ondřej Kušnír. Po vydařeném utkání v Itálii se museli hráči znovu přeorientovat na domácí soutěž. Dalším soupeřem v Gambrinus lize byli pražští Bohemians 1905. Sestava byla vzhledem k boji v Evropské lize opět poupravena, například svůj debut v základní sestavě si odbyl záložník Kolár. Zápas byl však na góly velice skromný a jedinou trefu zaznamenal liberecký Josef Šural a udržel tak všechny tři body na Stadionu U Nisy, Liberec zvítězil 1:0. V průběhu týdne zavítali do severočeského města hráči italského Udinese, a to k odvetnému utkání Evropské ligy. Slovan hájil venkovní vítězství 1:3 a svůj náskok dokázal také navýšit, ve 23. minutě dokázal skórovat Dzon Delarge. Hosté do konce první půle dokázali skóre vyrovnat na 1:1, víc gólů však již v zápase nepadlo a Slovan tak po celkovém vítězství 4:2 postupuje do skupinové fáze Evropské ligy.

### Září
Prvním zářijovým utkáním bylo prestižní severočeské derby proti FK Baumit Jablonec. Od počátku utkání byl aktivnější Jablonec, ale Slovan byl velice nebezpečný z protiútoků a ve 32. minutě šel do vedení po gólové trefě Rybalky. O pouhých pět minut později ho z dalšího vyvedeného protiútoku dokázal napodobit David Pavelka, čímž zařídil dvougólový náskok. Ve druhé půli se Slovan opět uchýlil k bránění a snažil se využít nadějných protiútoků k navýšení skóre, to se sice nepovedlo, Slovan si však z Chance Areny odvezl všechny body za vítězství 0:2. Ve šlágru osmého kola Gambrinus ligy přijela do Liberce plzeňská Viktoria. V duelu prvního se třetím šli již v osmé minutě do vedení hráči Plzně, a to po střele Ondřeje Koláře. Plzeň měla po většinu prvního poločasu převahu, ve druhé půli však dominovali liberečtí a díky gólu kapitána Radoslava Kováče vybojovali remízu 1:1. K prvnímu utkání ve skupině Evropské ligy odjeli hráči Slovanu do německého Freiburgu. Utkání nezačalo dobře a ve 23. minutě již hosté prohrávali po trefě Schustera, ve 35. minutě zvýšil z penalty Admir Mehmedi. Ve druhé půli se výkon Slovanu zvedl, skóre v 67. minutě korigoval svým prvním gólem za Slovan Kalitvincev. V 74. minutě vyrovnal po chybě obrany Michael Rabušic. V nastaveném čase ještě obdržel druhou žlutou a tím pádem červenou kartu Serhij Rybalka. Slovan si do tabulky skupiny připsal první bod za remízu 2:2.

## Soupiska
| #  | Pozice | Hráč               |
| -- | ------ | ------------------ |
| 16 | B      | Přemysl Kovář      |
| 30 | B      | Lukáš Hroššo       |
| 2  | O      | Renato Kelić       |
| 3  | O      | Miloš Karišik      |
| 5  | O      | Vladimír Coufal    |
| 11 | O      | Martin Frýdek      |
| 13 | O      | Ondřej Kušnír      |
| 15 | O      | Radoslav Kováč (C) |
| 21 | O      | Jiří Pimpara       |
| 25 | O      | Jiří Fleišman      |

| #  | Pozice | Hráč                  |
| -- | ------ | --------------------- |
| 7  | Z      | Luboš Hušek           |
| 8  | Z      | David Pavelka         |
| 9  | Z      | Vladyslav Kalitvincev |
| 10 | Z      | Serhij Rybalka        |
| 12 | Z      | Isaac Sackey          |
| 27 | Z      | Ľuboš Kolár           |
| 14 | Ú      | Vojtěch Hadaščok      |
| 19 | Ú      | Michael Rabušic       |
| 23 | Ú      | Josef Šural           |
| 28 | Ú      | Dzon Delarge          |

### Změny v kádru — léto 2013
| Odchody   | Odchody | Odchody          | Odchody               | Odchody       | Odchody       | Odchody       |
| Nár       | Poz     | Jméno            | Kam odešel            | Typ přestupu  | Cena          | Ref           |
| --------- | ------- | ---------------- | --------------------- | ------------- | ------------- | ------------- |
| Slovensko | O       | Martin Tóth      | FC Spartak Trnava     | přestup       | —             | [ 7 ] [ 8 ]   |
| Česko     | B       | Zbyněk Hauzr     | —                     | konec kariéry | konec kariéry | [ 9 ] [ 10 ]  |
| Česko     | O       | Tomáš Janů       | —                     | konec kariéry | konec kariéry | [ 9 ] [ 11 ]  |
| Česko     | Z       | Jiří Štajner     | FK Mladá Boleslav     | konec smlouvy | konec smlouvy | [ 12 ] [ 13 ] |
| Senegal   | Ú       | Moustapha Ndiaye | Bohemians Praha 1905  | hostování     | hostování     | [ 14 ]        |
| Slovensko | O       | Michal Janec     | MFK Ružomberok        | hostování     | hostování     | [ 15 ] [ 16 ] |
| Slovensko | Ú       | Lukáš Szabó      | FC ViOn Zlaté Moravce | hostování     | hostování     | [ 17 ]        |

| Příchody  | Příchody | Příchody              | Příchody             | Příchody                   | Příchody        | Příchody      |
| Nár       | Poz      | Jméno                 | Odkud přišel         | Typ přestupu               | Cena            | Ref           |
| --------- | -------- | --------------------- | -------------------- | -------------------------- | --------------- | ------------- |
| Slovensko | Ú        | Lukáš Szabó           | FK Slovan Duslo Šaľa | přestup, smlouva na 4 roky | —               | [ 18 ] [ 19 ] |
| Ukrajina  | Z        | Vladyslav Kalitvincev | FK Dynamo Kyjev      | roční hostování            | roční hostování | [ 20 ] [ 21 ] |
| Slovensko | B        | Lukáš Hroššo          | FC Nitra             | přestup, smlouva na 3 roky | —               | [ 22 ] [ 23 ] |
| Slovensko | Z        | Ľuboš Kolár           | FC Nitra             | přestup                    | —               | [ 24 ] [ 25 ] |

## Zápasy sezóny

### Přípravné zápasy

#### Letní přípravné zápasy
| Zápas       | Datum             | Domácí                     | Hosté             | Výsledek             | Střelci Slovanu                                                 |
| ----------- | ----------------- | -------------------------- | ----------------- | -------------------- | --------------------------------------------------------------- |
| přátelský   | 22. červen 2013   | FC Oberlausitz Neugersdorf | FC Slovan Liberec | 0–0                  |                                                                 |
| přátelský   | 26. červen 2013   | FC Slovan Liberec          | FC MAS Táborsko   | 2–1                  | 24' Hadaščok, 48' Kelić                                         |
| Turnaj Dubí | 29. červen 2013   | Dynamo Dresden             | FC Slovan Liberec | 0–1                  | 32' Šural                                                       |
| Turnaj Dubí | 29. červen 2013   | FK Teplice                 | FC Slovan Liberec | 1–1 ( 0:1, pen. 2:3) | 21' Frimmel, rozhodující penalta Šural                          |
| přátelský   | 3. červenec 2013  | FC Spartak Trnava          | FC Slovan Liberec | 2–1                  | 6' Rabušic                                                      |
| přátelský   | 6. červenec 2013  | FK Senica                  | FC Slovan Liberec | 1–1                  | 76' Rabušic                                                     |
| přátelský   | 9. červenec 2013  | FC ViOn Zlaté Moravce      | FC Slovan Liberec | 0–3                  | 24' Pavelka, 65' (pen) Rabušic, 83' Sackey                      |
| přátelský   | 13. červenec 2013 | FC Slovan Liberec          | SK Převýšov       | 5–0                  | 21' Kalitvincev, 27' (pen) Rabušic, 36', 64' Rybalka, 86' Szabó |

### Souhrn působení v soutěžích
| Soutěž             | Fáze startu | Momentální pozice / kolo | Konečná pozice / kolo | První zápas       | Poslední zápas |
| ------------------ | ----------- | ------------------------ | --------------------- | ----------------- | -------------- |
| Gambrinus liga     | —           | 3. místo                 | —                     | 21. července 2013 | —              |
| Pohár České pošty  | 3. kolo     | 3. kolo                  | —                     | 25. září 2013     | —              |
| Evropská liga UEFA | 2. předkolo | Skupina H                | —                     | 18. července 2013 | —              |

Poslední úprava: 30. srpna 2013.

### Gambrinus liga

#### Ligová tabulka
| Poř. | Tým                | Z | V | R | P | VG | IG | +/− | B  |
| ---- | ------------------ | - | - | - | - | -- | -- | --- | -- |
| 2.   | FC Viktoria Plzeň  | 9 | 6 | 3 | 0 | 21 | 6  | +15 | 21 |
| 3.   | FK Teplice         | 9 | 6 | 2 | 1 | 25 | 9  | +16 | 20 |
| 4.   | FC Slovan Liberec  | 9 | 6 | 1 | 2 | 10 | 10 | 0   | 19 |
| 5.   | FK Mladá Boleslav  | 9 | 5 | 3 | 1 | 19 | 7  | +12 | 18 |
| 6.   | FK Baumit Jablonec | 9 | 4 | 2 | 3 | 16 | 14 | +2  | 14 |

| Celkem | Celkem | Celkem | Celkem | Celkem | Celkem | Celkem | Doma | Doma | Doma | Doma | Doma | Doma | Venku | Venku | Venku | Venku | Venku | Venku |
| Z      | V      | R      | P      | VG     | OG     | Body   | V    | R    | P    | VG   | OG   | Body | V     | R     | P     | VG    | OG    | Body  |
| ------ | ------ | ------ | ------ | ------ | ------ | ------ | ---- | ---- | ---- | ---- | ---- | ---- | ----- | ----- | ----- | ----- | ----- | ----- |
| 9      | 6      | 1      | 2      | 10     | 10     | 19     | 3    | 1    | 0    | 5    | 2    | 10   | 3     | 0     | 2     | 5     | 8     | 9     |

Poslední úprava: 23. září 2013

#### Kolo po kole
| Kolo     | 1. | 2. | 3. | 4. | 5. | 6. | 7. | 8. | 9. | 10. | 11. | 12. | 13. | 14. | 15. | 16. | 17. | 18. | 19. | 20. | 21. | 22. | 23. | 24. | 25. | 26. | 27. | 28. | 29. | 30. |
| -------- | -- | -- | -- | -- | -- | -- | -- | -- | -- | --- | --- | --- | --- | --- | --- | --- | --- | --- | --- | --- | --- | --- | --- | --- | --- | --- | --- | --- | --- | --- |
| Hřiště   | V  | D  | V  | D  | V  | D  | V  | D  | V  | D   | V   | D   | D   | V   | D   | V   | D   | V   | D   | V   | D   | V   | D   | V   | D   | V   | V   | D   | V   | D   |
| Výsledek | V  | V  | P  | V  | V  | V  | V  | R  |    |     |     |     |     |     |     |     |     |     |     |     |     |     |     |     |     |     |     |     |     |     |
| Pozice   | 4  | 3  | 4  | 3  | 3  | 3  | 3  | 3  |    |     |     |     |     |     |     |     |     |     |     |     |     |     |     |     |     |     |     |     |     |     |

Poslední úprava: 17. září 2013

Hřiště: D = Domácí; V = Venkovní Výsledek: V = Výhra; P = Prohra; R = Remíza

#### Podzimní část
| 1. kolo 21. července 2013 | SK Sigma Olomouc | 1 - 2  | FC Slovan Liberec                                        | Andrův stadion, Olomouc           |  |
| 19:00 | Ivan Lietava 56' | Report | 45' Serhij Rybalka 53' Michael Rabušic 81' Přemysl Kovář | Diváci: 5 520 Rozhodčí: Ardeleánu |  |
| Poznámky: Sestava: Kovář - Kušnír, Kováč (C), Kelić, Frýdek - Hušek, Rybalka - Delarge (74. Fleišman), Pavelka, Kalitvincev (81. Hadaščok) - Rabušic (89. Szabó) Náhradníci: Hauzr, Fleišman, Coufal, Pokorný, Sackey, Hadaščok, Szabó |                  |        |                                                          |                                   |  |

| 2. kolo 28. července 2013 | FC Slovan Liberec                                                             | 2 - 1  | SK Slavia Praha                                                                                         | Stadion U Nisy, Liberec         |  |
| 20:15 Fanda, Nova Sport | Ondřej Kušnír 17' Michael Rabušic 46', 59' Renato Kelić 83' Jiří Fleišman 90' | Report | 44' Karol Kisel 62' Karol Kisel 66' Marcel Gecov 74' Dávid Škutka 83' Milan Bortel 90' Milan Nitrianský | Diváci: 6 638 Rozhodčí: Zelinka |  |
| Poznámky: Sestava: Kovář - Kušnír, Kováč (C), Kelić, Frýdek - Hušek (76. Sackey), Rybalka (46. Fleišman) - Delarge, Pavelka, Kalitvincev (88. Kolár) - Rabušic Náhradníci: Hauzr, Fleišman, Coufal, Kolár, Sackey, Hadaščok, Šural |                                                                               |        | |                                 |  |

| 3. kolo 4. srpna 2013 | FK Mladá Boleslav                                                                                                   | 4 - 0  | FC Slovan Liberec                                        | Městský stadion, Mladá Boleslav |  |
| 17:00 ČT sport | Jan Chramosta 4' Tomáš Fabián 37' Jan Kysela 39' Martin Nešpor 57' Jiří Štajner 59' Jan Kysela 82' David Štípek 89' | Report | 65' David Pavelka 71' Michael Rabušic 71' Radoslav Kováč | Diváci: 4 324 Rozhodčí: Proske  |  |
| Poznámky: Sestava: Kovář - Coufal, Kováč (C), Hušek (46. Rabušic), Fleišman - Pavelka, Sackey - Kalitvincev (46. Frýdek), Rybalka, Šural - Delarge (78. Hadaščok) Náhradníci: Hauzr, Karišik, Kušnír, Frýdek, Rabušic, Hadaščok, Szabó | |        |                                                          |                                 |  |

| 4. kolo 11. srpna 2013 | FC Slovan Liberec                                      | 1 - 0  | FC Vysočina Jihlava                | Stadion U Nisy, Liberec        |  |
| 19:00 | Isaac Sackey 38' Serhij Rybalka 60' Serhij Rybalka 83' | Report | 17' Lukáš Masopust 41' Milan Kopic | Diváci: 4 872 Rozhodčí: Franěk |  |
| Poznámky: Sestava: Kovář - Kušnír, Kováč (C), Karišik (62. Delarge), Frýdek (46. Fleišman) - Sackey, Rybalka - Šural, Pavelka, Kalitvincev (90. Szabó) - Rabušic Náhradníci: Hauzr, Coufal, Fleišman, Delarge, Szabó, Hadaščok |                                                        |        |                                    |                                |  |

| 5. kolo 17. srpna 2013 | FC Zbrojovka Brno | 0 - 1  | FC Slovan Liberec                                                        | Městský fotbalový stadion Srbská, Brno |  |
| 17:00 | Luděk Pernica 18' | Report | 3' Ondřej Kušnír 13' Jiří Fleišman 19' Serhij Rybalka 26' Serhij Rybalka | Diváci: 4 117 Rozhodčí: Kalenda        |  |
| Poznámky: Sestava: Kovář - Kušnír (54. Coufal), Kelić, Kováč (C), Fleišman - Sackey (73. Delarge), Rybalka - Šural, Pavelka, Kalitvincev (84. Kolár) - Rabušic Náhradníci: Hauzr, Coufal, Karišik, Hušek, Kolár, Delarge, Hadaščok |                   |        |                                                                          |                                        |  |

| 6. kolo 25. srpna 2013 | FC Slovan Liberec                                 | 1 - 0  | Bohemians Praha 1905 | Stadion U Nisy, Liberec         |  |
| 19:00 | Josef Šural 41' Luboš Hušek 64' David Pavelka 71' | Report | 26' Jakub Rada       | Diváci: 5 050 Rozhodčí: Kovařík |  |
| Poznámky: Sestava: Kovář - Coufal, Kováč (C), Kelić, Fleišman - Hušek, Pavelka - Frýdek (87. Kušnír), Šural, Kolár (66. Delarge) - Rabušic (73. Sackey) Náhradníci: Hauzr, Kušnír, Karišik, Sackey, Delarge, Szabó, Hadaščok |                                                   |        |                      |                                 |  |

| 7. kolo 2. září 2013 | FK Baumit Jablonec | 0 - 2  | FC Slovan Liberec                                                       | Chance Arena, Jablonec nad Nisou |  |
| 18:00 ČT sport |                    | Report | 26' Miloš Karišik 32' Serhij Rybalka 37' David Pavelka 43' Isaac Sackey | Diváci: 3 755 Rozhodčí: Jílek    |  |
| Poznámky: Sestava: Kovář - Kušnír, Kováč (C), Karišik, Fleišman - Sackey, Rybalka - Kolár (68. Rabušic), Pavelka, Kalitvincev (63. Frýdek) - Šural (89. Delarge) Náhradníci: Hroššo, Coufal, Pimpara, Frýdek, Delarge, Hadaščok, Rabušic |                    |        |                                                                         |                                  |  |

| 8. kolo 14. září 2013 | FC Slovan Liberec                                                                             | 1 - 1  | FC Viktoria Plzeň                                   | Stadion U Nisy, Liberec          |  |
| 20:15 Fanda, Nova Sport | Michael Rabušic 75' Radoslav Kováč 78' Serhij Rybalka 83' David Pavelka 86' Martin Frýdek 88' | Report | 8' Ondřej Kolář 72' Milan Petržela 83' Tomáš Hořava | Diváci: 6 412 Rozhodčí: Královec |  |
| Poznámky: Sestava: Kovář - Kušnír, Kováč (C), Karišik, Fleišman - Hušek (61. Frýdek), Pavelka - Šural (74. Kalitvincev), Rybalka, Delarge (88. Kolár) - Rabušic Náhradníci: Hroššo, Coufal, Kelić, Frýdek, Sackey, Kalitvincev, Kolár |                                                                                               |        |                                                     |                                  |  |

| 9. kolo 22. září 2013 | FC Baník Ostrava                                         | 3 - 0  | FC Slovan Liberec                                    | Bazaly, Ostrava              |  |
| 15:00 | David Petrus 43' Daniel Holzer 45' Vojtěch Engelmann 78' | Report | 45' Renato Kelić 68' Ondřej Kušnír 82' Jiří Fleišman | Diváci: 3 672 Rozhodčí: Orel |  |
| Poznámky: Sestava: Kovář - Kušnír, Kelić (46. Karišik), Kováč (C), Fleišman - Rybalka, Šural, Kalitvincev (62. Frýdek), Pavelka, Delarge (83. Hadaščok) - Rabušic Náhradníci: Hroššo, Karišik, Coufal, Sackey, Frýdek, Hadaščok |                                                          |        |                                                      |                              |  |

| 10. kolo 29. září 2013         | FC Slovan Liberec | v      | 1. FK Příbram | Stadion U Nisy, Liberec |  |
| 19:00 Fanda, Nova Sport        |                   | Report |               |                         |  |
| Poznámky: Sestava: Náhradníci: |                   |        |               |                         |  |

| 11. kolo říjen 2013            | 1. FC Slovácko | v      | FC Slovan Liberec | Stadion Miroslava Valenty, Uherské Hradiště |  |
|                                |                | Report |                   |                                             |  |
| Poznámky: Sestava: Náhradníci: |                |        |                   |                                             |  |

| 12. kolo říjen 2013            | FC Slovan Liberec | v      | AC Sparta Praha | Stadion U Nisy, Liberec |  |
|                                |                   | Report |                 |                         |  |
| Poznámky: Sestava: Náhradníci: |                   |        |                 |                         |  |

| 13. kolo listopad 2013         | FC Slovan Liberec | v      | 1. SC Znojmo | Stadion U Nisy, Liberec |  |
|                                |                   | Report |              |                         |  |
| Poznámky: Sestava: Náhradníci: |                   |        |              |                         |  |

| 14. kolo listopad 2013         | FK Teplice | v      | FC Slovan Liberec | Stadion Na Stínadlech, Teplice |  |
|                                |            | Report |                   |                                |  |
| Poznámky: Sestava: Náhradníci: |            |        |                   |                                |  |

| 15. kolo listopad 2013         | FC Slovan Liberec | v      | FK Dukla Praha | Stadion U Nisy, Liberec |  |
|                                |                   | Report |                |                         |  |
| Poznámky: Sestava: Náhradníci: |                   |        |                |                         |  |

| 16. kolo listopad 2013         | SK Slavia Praha | v      | FC Slovan Liberec | Eden Aréna, Praha |  |
|                                |                 | Report |                   |                   |  |
| Poznámky: Sestava: Náhradníci: |                 |        |                   |                   |  |

### Pohár České pošty

#### Jednozápasová kola
| 3. kolo 25. září 2013          | FK Viktoria Žižkov | v      | FC Slovan Liberec | Stadion FK Viktoria Žižkov, Praha |  |
| 16:30                          |                    | Report |                   |                                   |  |
| Poznámky: Sestava: Náhradníci: |                    |        |                   |                                   |  |

### Evropská liga UEFA

#### 2. předkolo
| 1. zápas 18. července 2013 | Skonto Riga                                                                     | 2 - 1  | FC Slovan Liberec                                   | Skonto Stadium, Riga |  |
| 18:30 | Valerijs Šabala 39' Arturs Karašausks 47' Ruslan Mingazov 59' Juris Laizans 70' | Report | 7' Martin Frýdek 79' Dzon Delarge 88' Ondřej Kušnír | Rozhodčí: Stefanski  |  |
| Poznámky: Sestava: Kovář - Kušnír, Kováč (C), Kelić, Fleišman - Hušek, Rybalka (82. Szabó) - Kalitvincev (65. Delarge), Pavelka, Frýdek - Rabušic Náhradníci: Hauzr, Coufal, Pokorný, Sackey, Delarge, Hadaščok, Szabó |                                                                                 |        |                                                     |                      |  |

| 2. zápas 25. července 2013 | FC Slovan Liberec                                                                                | 1 - 0  | Skonto Riga                                                                  | Stadion U Nisy, Liberec         |  |
| 19:00 ČT sport | Dzon Delarge 14' Renato Kelić 23' Ondřej Kušnír 36' Serhij Rybalka 36' Vladyslav Kalitvincev 45' | Report | 36' Valerijs Šabala 45' Ritvars Rugins 82' Ruslan Mingazov 90' Juris Laizans | Diváci: 5 707 Rozhodčí: Johnsen |  |
| Poznámky: Sestava: Kovář - Kušnír, Kováč (C), Kelić, Frýdek - Hušek, Rybalka (71. Šural) - Delarge, Pavelka, Kalitvincev (90. Fleišman) - Rabušic (80. Sackey) Náhradníci: Hauzr, Coufal, Fleišman, Sackey, Šural, Hadaščok, Szabó |                                                                                                  |        |                                                                              |                                 |  |

#### 3. předkolo
| 1. zápas 1. srpna 2013 | FC Slovan Liberec                                                                         | 2 - 1  | FC Zürich                                                                                             | Stadion U Nisy, Liberec       |  |
| 20:15 ČT sport | Luboš Hušek 4' Renato Kelić 55' Alain Nef 67' (vl.) Jiří Fleišman 77' Michael Rabušic 81' | Report | 5' (pen) Davide Chiumento 61' Marco Schönbächler 84' Alain Nef 89' Avraham Rikan 90+2' Pedro Henrique | Diváci: 7 780 Rozhodčí: Liany |  |
| Poznámky: Sestava: Kovář - Kušnír, Kováč (C), Kelić, Fleišman - Hušek (58. Kalitvincev), Rybalka - Delarge (58. Šural), Pavelka, Frýdek (90. Kolár) - Rabušic Náhradníci: Hauzr, Coufal, Kalitvincev, Sackey, Kolár, Šural |                                                                                           |        | |                               |  |

| 2. zápas 8. srpna 2013 | FC Zürich                           | 1 - 2  | FC Slovan Liberec                                     | Letzigrund, Zürich                    |  |
| 19:30 | Amine Chermiti 17' Raphael Koch 86' | Report | 19' Isaac Sackey 64' Martin Frýdek 85' Serhij Rybalka | Diváci: 5 915 Rozhodčí: Strömbergsson |  |
| Poznámky: Sestava: Kovář - Kušnír, Kováč (C), Kelič (53. Šural), Fleišman - Sackey (71. Karišik), Rybalka - Delarge, Pavelka, Frýdek (75. Kalitvincev) - Rabušic Náhradníci: Hauzr, Karišik, Coufal, Hušek, Kalitvincev, Šural, Szabó |                                     |        |                                                       |                                       |  |

#### Play-off
| 1. zápas 22. srpna 2013 | Udinese Calcio                         | 1 - 3  | FC Slovan Liberec                                                                        | Stadio Nereo Rocco, Terst |  |
| 20:45 Fanda, Nova Sport | Gabriel Silva 35' Maurizio Domizzi 56' | Report | 16' Serhij Rybalka 38' Dzon Delarge 49' Dzon Delarge 64' Ondřej Kušnír 83' Ondřej Kušnír | Rozhodčí: Hagen           |  |
| Poznámky: Sestava: Kovář - Kušnír, Kováč (C), Kelić, Fleišman - Sackey (84. Hušek), Rybalka - Delarge (90. Hadaščok), Pavelka, Frýdek (65. Šural) - Rabušic Náhradníci: Hauzr, Karišik, Coufal, Hušek, Kolár, Šural, Hadaščok |                                        |        |                                                                                          |                           |  |

| 2. zápas 29. srpna 2013 | FC Slovan Liberec                                                     | 1 - 1  | Udinese Calcio                                              | Stadion U Nisy, Liberec              |  |
| 19:00 Fanda, Nova Sport | Dzon Delarge 23' Serhij Rybalka 50' Jiří Fleišman 67' Josef Šural 73' | Report | 42' Andrea Lazzari 55', 72' Roberto Pereyra 78' Dušan Basta | Diváci: 9 700 Rozhodčí: Sidiropoulos |  |
| Poznámky: Sestava: Kovář - Frýdek, Kováč (C), Kelić, Fleišman - Sackey, Pavelka - Delarge, Rybalka (90. Hušek), Šural (84. Kolár) - Rabušic (86. Kalitvincev) Náhradníci: Hauzr, Coufal, Karišik, Hušek, Kolár, Kalitvincev, Hadaščok |                                                                       |        |                                                             |                                      |  |